# 6707 Сіґеру
6707 Сіґеру (6707 Shigeru) — астероїд головного поясу, відкритий 13 листопада 1988 року.
Тіссеранів параметр щодо Юпітера — 3,573.
Названо на честь Сіґеру (яп. しげる(繁) сіґеру).